# Daniel Holm
Daniel Holm Sørensen (født 7. marts 1995 i Danmark) er en dansk fodboldspiller, der spiller for 2. divisionsklubben Skovshoved IF.

## Klubkarriere
Holm skiftede til Brøndby som U/14-spiller. I sommerpausen 2009 blev han rykket op i U/19-truppen, og i sommerpausen 2014 blev han rykket op på seniorførsteholdet.
I vinterpausen 2014 var Holm en ud af tre U/19-spillere, som tog med førsteholdet på træningslejr til henholdsvis Dubai samt Tyrkiet.
Holm rykkede til 2. divisionsklubben Hvidovre Fodbold i februar måned 2015.
Den 4. september 2018 blev han af DBU udtaget til Danmarks midlertidige herrelandshold op til en testkamp mod Slovakiet den 5. september. Landsholdet blev primært sammensat af futsal-spillere, spillere fra Danmarksserien og enkelte 2. divisionsspillere. Dette var nærmere en tilmelding end en udtagelse, da de professionelle spillere i Danmark afviste at stille op for at støte op omkring landsholdspillerne i deres konflikt med DBU. En håndfuld fulgte ikke kollegaerne og valgte at stille sig til rådighed, heriblandt Daniel Holm.
Han blev i landskampen skiftet ind i 60. minut.